# ナショナル・セキュリティ
『ナショナル・セキュリティ』（National Security）は、2003年に公開されたアメリカ合衆国の映画。

## ストーリー
相棒を目の前で失った過去を持つ警察官のハンクは、ある日街で黒人のアールを職務質問するが1匹の蜂のせいでトラブルにあってしまう。その場面を一般人に撮影され、ハンクは懲役6ヶ月の有罪判決を受け警察官をクビになってしまう。刑務所で黒人達の暴力をたくみにかわし、無事に出所したハンクは小さな警備会社に勤める事になる。そして、たまたま何者かに倉庫が襲われているのを発見し中に乗り込んでゆく。そこで会ったのは、あのアールだった。彼らは互いに毛嫌いしながらも協力し、倉庫を襲った犯人とその裏に潜む悪を追い詰めていく。

## 登場人物
アール・モンゴメリー
演 - マーティン・ローレンス
黒人。警備員。警察にあこがれ、ポリスアカデミーに通っていたが、授業態度は悪く事故を起こしたことで退学になる。蜂アレルギー。大事なことでもふざことがあったり、勤務時間でも女と遊んでいるような不真面目。緊急事態だったとはいえ教習車を強引に使うなど荒唐無稽。
ハンク・ラファティ
演 - スティーヴ・ザーン
警察官だったが様々な誤解やトラブルが重なり解雇されて刑務所に行き、出所後に警備員になる。強盗犯に相棒を殺された過去がある。本来は真面目で要領がいいが時折、荒唐無稽なことをすることもある。
マクダフ
演 - コルム・フィオール
刑事。
ワシントン
演 - ビル・デューク
警部補。ハンクの元上司。
ナッシュ
演 - エリック・ロバーツ
犯人グループのボス
チャーリー
演 - ティモシー・バスフィールド
ハンクの元相棒。犯人に殺害される。
デニース
演 - ロビン・リー
ハンクの恋人。元看護婦。

## 出演
| 役名                       | 俳優                         | 日本語吹替 |
| -------------------------- | ---------------------------- | ---------- |
| アール・モンゴメリー       | マーティン・ローレンス       | 山寺宏一   |
| ハンク・ラファティ         | スティーヴ・ザーン           | 横島亘     |
| マクダフ刑事               | コルム・フィオール           | 内田直哉   |
| ワシントン警部補           | ビル・デューク               | 岩崎ひろし |
| ナッシュ                   | エリック・ロバーツ           | 廣田行生   |
| チャーリー                 | ティモシー・バスフィールド   | 福田信昭   |
| デニース                   | ロビン・リー                 | 本田貴子   |
| ロバート・バートン地方検事 | マット・マッコイ             | 永田博丈   |
| ヘストン                   | ブレット・クレン             | 土師孝也   |
| 車の女性                   | クリオ・キング               | 鳳芳野     |
| ローラ                     | マリ・モロー                 | 魏涼子     |
| ナーサックス               | スティーヴン・トボロウスキー | 中博史     |
| ファーガス                 | ジョー・フラハティー         | 石住昭彦   |
| アング                     | キース・クーク               | 蓮池龍三   |
| ブリタニー                 | レスリー・ジョーンズ         | くじら     |
| 警備員                     | ジェフリー・ロス             | 佐藤晴男   |

## スタッフ
- 監督：デニス・デューガン
- 製作：マイケル・グリーン、ロバート・F・ニューマイヤー、ジェフリー・シルヴァー
- 製作総指揮：モリッツ・ボーマン、ガイ・イースト、マーティン・ローレンス、ナイジェル・シンクレア
- 脚本：ジェイ・シェリック、デヴィッド・ロン
- 撮影：オリヴァー・ウッド
- 編集：デブラ・ニール＝フィッシャー、パトリック・J・ドン・ヴィト
- 音楽：ランディ・エデルマン